# Inconfidência de Sabará

## Introdução
Houve outros delitos de inconfidência durante o período colonial além da mineira de 1789. Por inconfidência se entendia a traição, a falta de fidelidade ao monarca. Entre 1760-1776, durante o período pombalino, ocorreram outras quatro inconfidências em Minas Gerais, a de Curvelo em 1760-1763, Mariana em 1768, Sabará em 1775 e novamente em Curvelo em 1776.
Nenhuma dessas foi armada ou separatista – diferente da mineira de 1789 que queria romper os vínculos com a metrópole. Nas inconfidências de Curvelo, Mariana e Sabára os membros dos grupos dominantes da sociedade criticavam o rei e Pombal que expulsaram os jesuítas das minas e também criticavam a concentração de poder do Marques de Pombal. O rei e Pombal foram atacados através de papéis sediciosos ou burburinhos diversos. O pensamento jesuíta, mais propriamente escolástico, permitia sedições na medida em que entendia que diante dos abusos de autoridade era permitido se rebelar, questionar a figura do rei. Mas falar mal do rei já era entendido como um ato de inconfidência, pois feria o corpo simbólico do rei.
O rei D. José I e Pombal haviam expulsado os jesuítas, em 1759. Os jesuítas eram os responsáveis pela educação até então e tinham muito prestigio em todo o império português. Desse modo, havia uma educação escolástica que se chocava com os interesses do rei e que termina com a expulsão dos jesuítas e com o início dos primeiros funcionários do estado para a educação. O governo também difundiu um amplo material antijesuítico em seus domínios e em toda a Europa.
Essas inconfidências são mais exemplos de como, no século XVIII, a região mineradora foi palco privilegiado de manifestações contrárias a política da coroa portuguesa e seus agentes. A violência seja em sua dimensão simbólica, como nessas inconfidências, ou no plano físico como em outros casos, foi uma característica da região. As Minas no setecentos foi uma área de imprevisibilidade, de dificuldade para o exercício da autoridade por diversos motivos.

## Contexto Histórico
Ocorrida no ano de 1775 na comarca de Sabará localizada na Capitania de Minas Gerais, durante o período de reformas pombalinas. Os impactos dessa Inconfidência atingiram toda a capitania e quase se caracterizou um levante de proporções perigosas para a Coroa Portuguesa. Teve o protagonismo do ouvidor local, José de Góes Ribeiro Lara de Morais e do vigário geral José Correa da Silva. Nesse contexto, houve o embate de dois blocos: um grupo político ligado a essas duas autoridades citadas e outro composto por membros da elite local encabeçados por Manuel Figueiredo de Sá e Silva, juiz de órfãos e ausentes da vila de Sabará.

## Acontecimentos
Todo o processo teve início após a denúncia feita por Manuel Figueiredo em fevereiro de 1775 às autoridades da capitania registrando os crimes de contrabando, corrupção e inconfidência por parte do vigário José Correa e do ouvidor José de Góes. Como a denúncia levava um longo período para ser efetivada, José de Góes, usando da sua autoridade, mandou prender Manuel Figueiredo e alguns outros opositores. A notícia da prisão arbitrária e as denúncias chegaram até as autoridades de Vila Rica (sede do governo da capitania de Minas Gerais) através de uma comitiva que partiu de Sabará durante esse processo. Ao tomar conhecimento dos ocorridos, o governador da capitania Pedro Antônio da Gama Freitas convocou Manuel Figueiredo, ainda preso, à capital para efetuar a delação. José de Góes resistiu à convocação e foi pessoalmente tratar com o governador, pois sabia que Manuel Figueiredo detinha grande parte das informações sobre seus crimes. Essa estratégia não surtiu efeito e o ouvidor foi obrigado a entregar o prisioneiro.
Ao regressar para Sabará, José de Góes investiu em outras estratégias. Além de ameaçar quem testemunhasse a favor de Manuel Figueiredo, enviou uma denúncia para Vila Rica de uma suposta sedição contra o governador e a Coroa. Assim, as denúncias feitas contra ele serviriam de pretexto para esse levante. A ideia, portanto, seria desqualificar a primeira denúncia levada à Vila Rica por Manuel Figueiredo e outros opositores. Para legitimar essa estratégia, José de Góes mandou abrir uma Devassa em Sabará que suscitou em inúmeras prisões na região além de forjar várias cartas que incriminavam seus inimigos. A reação do grupo rival ao do ouvidor foi rápida e logo apresentaram em Vila Rica uma “representação” na qual relatavam as desordens ocorridas em Sabará e detalhavam minuciosamente os abusos cometidos pelo ouvidor e seus aliados políticos.
Essa “representação” foi assinada por autoridades locais como eclesiásticos, militares e bacharéis. Soma-se a essa denúncia, o testemunho de Manuel Figueiredo que havia acompanhado de perto os crimes cometidos na comarca por tal grupo político ligado ao ouvidor e ao vigário geral. As acusações foram posteriormente provadas com a instauração de investigação por parte do governo da capitania. Durante o processo, houve a troca de governador da capitania feita por Pombal que passou as providências para d. Antônio de Noronha. Este se impôs perante a situação de desordem e convocou João Caetano Soares Barreto e José João Teixeira Coelho, pessoas de confiança do novo governador e membros da Junta da Administração da Real Fazenda, para serem responsáveis pela devassa e apuração das denúncias. Fato que acelerou o processo de comprovação das acusações relatadas na “representação” e no testemunho de Manuel Figueiredo. No final de 1775, Pombal ordenou o embarque para Lisboa e a prisão dos acusados, além do confisco dos seus bens. Porém d. Antônio Noronha ainda possuía um cenário de desordem e levantes frente às reformas pombalinas para serem tratadas no interior da capitania.

## Personagens
José de Góes Ribeiro Lara de Morais
Este chegou a Sabará em 1772 para assumir o cargo de ouvidor e logo elegeu o vigário José Correa como seu assessor estabelecendo com este uma intensa relação de cumplicidade. A “representação” que denunciava seus crimes o descrevia como um homem soberbo, malicioso e que abusava de sua autoridade com frequência além de possuir pouco competência para o cargo que exercia.
José Correa da Silva 
Morador da Vila de Sabará pelo menos desde 1760. Reconhecido como um indivíduo abastado, letrado, poderoso e de grande influência na região. Detentor de uma grande moradia, uma vasta biblioteca que continha livros jesuítas proibidos e uma rica fazenda com cerca de 500 escravos. Antes da Inconfidência de 1775, chegou a ser preso por contrabando, condição na qual permaneceu por pouco tempo. 

## Os crimes denunciados
A acusação de inconfidência partiu do testemunho de Manuel Figueiredo. Este frequentava os círculos de influência das autoridades da vila de Sabará e relatou ter presenciado, mais de uma vez, diversas acusações contra Marquês de Pombal proferidas pelo ouvidor José de Góes. Reflexo do contexto de crise política durante as reformas pombalinas. Essas pronunciações, segundo Figueiredo, surgiram após o descontentamento com o exílio - a mando de Pombal - do responsável pela nomeação de José de Góes como ouvidor: José de Seabra da Silva, ex-procurador geral da Coroa. José de Góes possuía uma relação de amizade com Seabra além de deter com esse uma dívida de favor após a nomeação como ouvidor (rede de clientelismo). Nesse sentido, Góes ajudou Seabra durante o exílio enviando-lhe consideráveis quantias, fato que também caracterizava como crime de traição a Coroa.
José Correa também foi acusado de inconfidência por Manuel Figueiredo. A denúncia se centrou na ligação do vigário com a Companhia de Jesus, os jesuítas, que entraram para ilegalidade após as reformas pombalinas. José Correa mantinha um colégio jesuítico em sua residência que funcionava como uma sociedade literária clandestina. Além disso, possuía uma marcante oposição à censura estabelecida por Pombal a algumas obras, principalmente as do jesuíta Ignacio de Loyola.
Além dos crimes de inconfidência, os dois protagonistas aqui citados foram acusados de diversos crimes detalhados, principalmente, na “representação” enviada a Vila Rica por seus opositores. Entre esses crimes, destaca-se o descaminho do ouro e diamante em diversas ocasiões que fazia parte de uma complexa rede de contrabando e a manipulação de cargos públicos com nomeações de postos de autoridade de maneira arbitrária e ilegal. De maneira geral, todas essas denúncias foram comprovadas após a apuração instaurada pelo governo da capitania. 

## Desfecho
A Inconfidência de Sabará gerou grande desordem que refletiu em grande preocupação por parte da Coroa. O ocorrido exemplifica a estratégia de ataque via denúncias realizada por um grupo oligárquico que visava a derrota de outra parcela dominante. Deste modo, percebe-se o ambiente conflituoso entre as elites locais muito marcante no período colonial que fez parte de uma dinâmica de poder local caracterizada por uma rede de domínios clientelares que por vezes se chocavam com interesses da Coroa portuguesa.